# Kadoma-minami (metropolitana di Osaka)
Kadoma-minami (門真南駅?, Kadoma-minami-eki) (N27) è una stazione della metropolitana di Osaka sulla linea Nagahori Tsurumi-ryokuchi, ed è il suo capolinea orientale. La situazione si trova nella città di Kadoma nella prefettura di Osaka.